# Jean-François Debord
Pour les articles homonymes, voir Debord.
Jean-François Debord, né à Évreux le 2 juin 1938, et mort le 29 juin 2025 à Brametot, est un peintre et un ancien professeur de morphologie à l'École nationale supérieure des beaux-arts de Paris et à l'école de kinésithérapie de Paris (ADERF).

## Éléments biographiques
Son père, Pierre Joseph Debord, est secrétaire général de la Préfecture de l'Eure, à Évreux, pendant l'Occupation, est arrêté pour faits de résistance et meurt en déportation. Sa mère, enseignante, est mutée à Paris, où il intègre le collège-Lycée Henri IV. Encore lycéen, il rencontre Leonor Fini, qui l'introduit dans la vie artistique parisienne.
Alors qu'il effectue son service militaire, en 1960, il reçoit une lettre de l'affichiste Cassandre, qui a repéré un de ses tableaux chez un marchand et souhaite le rencontrer. Il en fait son assistant. Il passe un concours aux Beaux-Arts de Paris pour enseigner l'Anatomie. Il changera le nom de sa matière pour celui de Morphologie, et y enseignera jusqu'à sa retraite.
Jean-François Debord est l'initiateur de la première exposition des ovales de Duchenne de Boulogne au musée Nicéphore Niépce en 1984, exposition qui permet de redécouvrir l'œuvre de ce médecin artiste.
Parmi ses anciens élèves, on compte le dessinateur de bande dessinée Joann Sfar, les peintres Delphine D. Garcia, Ricardo Cavalo, Didier Paquignon, Michel Lauricella, Saïd Bouftass parmi tant d'autres, dont le photographe Henri Cartier-Bresson, ainsi que le plasticien Bernard Lallemand et l'auteur Frédéric Delavier.
Il a inspiré à Agnès Maupré l'album de bande dessinée Petit Traité de morphologie d'après les cours donnés par Jean-François Debord à l'école des Beaux-Arts de Paris de 1978 à 2003 (éd. Futuropolis, 2008).
Une de ses devises, empruntée à Cassandre, est :
« Lorsqu'on dessine une courbe, il faut penser la droite qui la sous-tend. »

## Peintures
1967 : Les Deux Magots